# Histioteuthis hoylei
Histioteuthis hoylei är en bläckfiskart som först beskrevs av Goodrich 1896.  Histioteuthis hoylei ingår i släktet Histioteuthis och familjen Histioteuthidae. Inga underarter finns listade i Catalogue of Life.